# Baarnse moordzaak (1960)
De zaak die de geschiedenis inging als de Baarnse moordzaak was een geruchtmakende affaire die speelde tussen 1960 en 1963. Het betrof de moord die in 1960 werd gepleegd door de toen 17-jarige Boudewijn Henny, zijn 15-jarige broer Ewout Henny en hun 16-jarige vriend Hennie Werkhoven op de toen 14-jarige Theo Mastwijk uit Soest. De broers Henny kwamen uit een vooraanstaande Baarnse familie. Het lichaam van het slachtoffer werd eind oktober 1961 gevonden. De zaak diende anderhalf jaar later voor de rechtbank te Utrecht, van maandag 25 tot en met vrijdag 29 maart 1963.

## Van ontdekking tot begrafenis
Het lichaam van Theo Mastwijk werd op vrijdag 27 oktober 1961 bij toeval gevonden door een metselaar die een oude beerput leeg schepte in de tuin van Huize Canton, een kapitale Baarnse villa waar het gezin Henny woonde. Tevens was in het pand het familiebedrijf gevestigd, een groot verzekeringsbedrijf dat was opgericht door de overgrootvader van Boudewijn en Ewout en waarvan hun vader in die tijd directeur/eigenaar was. Onderzoek wees uit dat het slachtoffer ongeveer een jaar daarvoor omgebracht was; later kwam aan het licht dat de moord gepleegd was op de avond van 1 augustus 1960. Daarna werd zijn lichaam in de put met ongebluste kalk bedekt, waardoor het ontbindingsproces werd versneld zodat slechts gebeente werd gevonden. De Telegraaf publiceerde op 6 november 1961 een voorpagina-artikel dat een nauwkeurige tijdlijn suggereert van de moord: … werd de oude waterput (…) reeds blootgelegd en geopend vóórdat deze (Theo Mastwijk - red.) om het leven gebracht werd. En: [ongebluste kalk] werd weinige uren vóór de moord gestolen bij een Baarnse leverancier van bouwmaterialen. De begrafenis van Theo Mastwijk vond plaats op 15 november 1961. Zo kort na de vondst van het lichaam kon de werkelijke overlijdensdatum niet direct worden vastgesteld, op het graf werd 6 augustus 1960 aangegeven. Later bleek dat de werkelijke sterfdag moest worden bepaald op 1 augustus 1960.

## Klassenjustitie
De Baarnse moordzaak beheerste maandenlang het nieuws. Al snel werd geoordeeld dat er sprake zou zijn van klassenjustitie. Allereerst omdat de verdachte Boudewijn tijdens het voorarrest kon ontsnappen uit het Baarnse politiebureau en vervolgens na twee dagen gewoon thuis bleek te zitten. Officier van justitie mr. Overbeek kwam hem met zijn privéauto persoonlijk ophalen en reed hem naar het politiebureau, waarna deze officier in de landelijke pers een lawine van beschuldigingen over zich kreeg. In justitiële kringen meenden sommigen dat de officier daarbij juist had gehandeld, omdat het hier ging om een jeugdige verdachte. Niettemin kwamen er Kamervragen en kreeg Overbeek een berisping van minister van Justitie A.C.W. Beerman. Bovendien ging het om 'rijkeluisdaders' (miljonairszonen; hun vader was directeur van verzekeringsmaatschappij Conservatrix) die zich moesten verantwoorden voor de moord op een jongen uit een lager sociaal milieu.

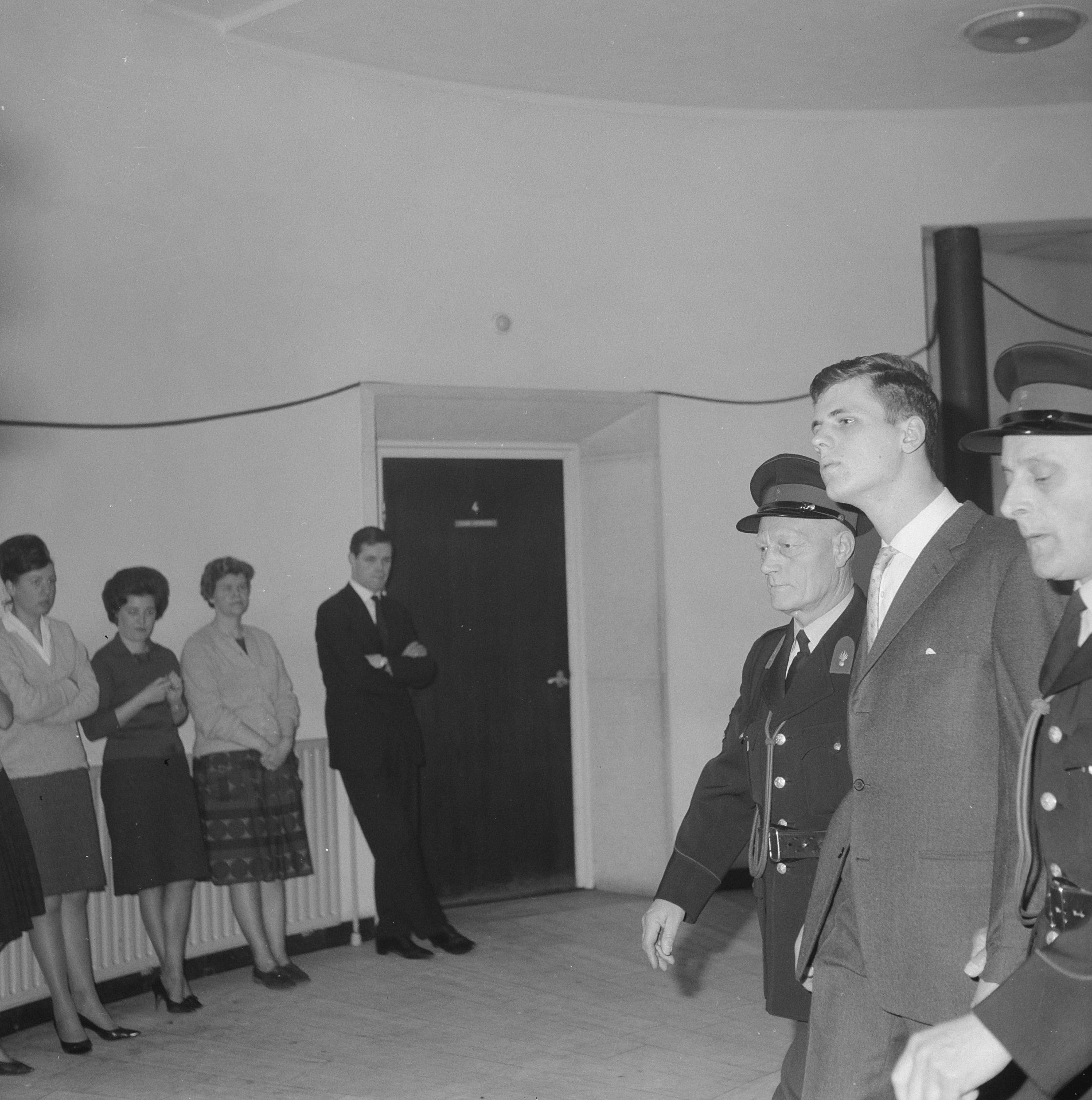
Boudewijn H. op weg naar de rechtszaal.

Indertijd viel op dat de broers tijdens hun straf anders werden behandeld dan andere delinquenten. Zo mochten ze tijdens het uitzitten van hun straf met vakantie en werden ze zeilend op het water gezien. Dat inspireerde Gerard Cox in het liedje: Een broekje in de branding tot een verwijzing in de tekst: Dobbert het aan tegen een miljonair of bollebof of tegen een welgestelde delinquent met zeilverlof.

## Vonnissen
Op 11 april 1963 wees de arrondissementsrechtbank Utrecht vonnis in de Baarnse moordzaak. Voor het medeplegen van moord en diefstal werden Boudewijn Henny en Hennie Werkhoven veroordeeld tot negen jaar gevangenisstraf. Zij werden daarnaast aan de regering ter beschikking gesteld om van overheidswege te worden verpleegd. Bij de straftoemeting hield de rechtbank rekening met de jeugdige leeftijd (14 jaar) van het slachtoffer en de gruwelijke wijze waarop de moord was uitgevoerd: terwijl Ewout op de uitkijk stond lokten Boudewijn Henny en Hennie Werkhoven, Theo Mastwijk de woning uit met de smoes dat hij zich moest wassen en ze hem dan over de grens zouden brengen. Vervolgens werd Mastwijk van achteren met een snoer gewurgd en daarna met een hakmes de schedel ingeslagen, waarna hij met hoofd eerst de put in is geduwd, die vervolgens meteen werd gedempt. Tegenover deze feiten plaatste de rechtbank het gegeven dat Boudewijn Henny en Hennie Werkhoven ten tijde van het plegen van de moord zelf pas 17 respectievelijk 16 jaar oud waren, en dat enig volwassen toezicht in de aanloop naar de moord geheel afwezig was. De rechtbank oordeelde dat sprake was van complotdenken door het drietal dat door ouders of andere volwassenen mogelijk had kunnen worden doorbroken. De TBS met dwangverpleging werd opgelegd vanwege de constatering van een gebrekkige ontwikkeling van de geestvermogens en een ziekelijke stoornis.
Ewout Henny werd wegens medeplichtigheid aan de moord en wegens het medeplegen van diefstal veroordeeld tot zes jaar gevangenisstraf en TBS met dwangverpleging. Ook bij hem werd onder meer rekening gehouden met zijn jeugdige leeftijd (15 jaar) ten tijde van de moord.
Om voor Hennie Werkhoven een goede advocaat te kunnen bekostigen was een geldinzameling gehouden onder burgers van Baarn en Soest, die circa 6.000 gulden opbracht. Tijdens het proces beschuldigden de verdachten over en weer elkaar ervan Theo Mastwijk met een hakmes de schedel te hebben ingeslagen. De drie hebben twee derde van hun straffen uitgezeten. Tijdens de detentie en daarna hebben zij alle drie met onder meer de hulp van de reclassering hun studies kunnen voltooien. Niet alleen voor de broers, maar ook voor mededader Hennie Werkhoven werden daartoe programma's opgesteld. Het was in die tijd gebruikelijk dat gedetineerden tijdens de gevangenschap konden werken aan hun latere terugkeer in de maatschappij.

## Geheimzinnigheid
De ware geschiedenis van deze zaak is tot nu toe (nog) nooit geheel beschreven. De enige beschikbare bronnen zijn de krantenverslagen en -commentaren uit de periode dat de moord werd ontdekt (oktober 1961) en dat het proces plaatsvond (maart 1963). Daarbij wordt duidelijk wat de aanloop was en hoe de moord heeft plaatsgevonden. Maar het is niet openbaar hoe de vijf weken verliepen voor de moord, waarbij het viertal (de broers, Hennie en het slachtoffer) bivakkeerde op de zolder van de villa. Dit werd uitgebreid onderzocht in de periode van het voorarrest, als aanloop naar het proces in maart 1963. De omvangrijke rapporten van psychiaters, psychologen en de reclassering werden - als gevolg van strikte beginselen van het strafprocesrecht - tijdens de zitting niet aan de openbaarheid prijsgegeven.
Ook later zijn de betreffende dossiers nooit openbaar gemaakt. Dat is er de oorzaak van dat een aantal creatieve auteurs hun fantasie de vrije loop gaven en met het verhaal aan de haal gingen. In 2018 dook wel een politiefotoreconstructieboek op dat in handen kwam van het nieuwsprogramma EenVandaag. In het boek, dat eigenlijk vernietigd had moeten worden, is te zien hoe naast politieacteurs twee van de drie daders de moord naspelen.

## De Baarnse moordzaak in de literatuur
Kort na het proces verscheen allereerst van K. Beerman (pseudoniem) het boekje Baarnse moord (uitgeverij De Kennemer, 1963). De schrijver had het proces niet bijgewoond en beschikte ook niet over primaire bronnen. Hij stelde een verhaal samen uit enkele van de vele krantenverslagen, aangevuld met sfeertekeningen. Volgens krantenberichten uit die tijd werden er in korte tijd zo'n 30.000 exemplaren van verkocht, maar er kwamen ook berichten dat de vader van de broers de gehele - of nog resterende - oplage had opgekocht om deze te kunnen vernietigen.
Daarna verscheen een drietal literaire werken, waarbij de auteurs zich door de 'plot' van de moord hadden laten inspireren: vier pubers, een zich ontwikkelend drama, cumulerend in een moord. Dit resulteerde in enkele psychologische romans, waarbij de auteurs ieder op hun eigen wijze de omringende feiten inkleurden.
Eerst kwam de romanschrijver Johan Fabricius - die als journalist het proces had bijgewoond - met Jongensspel (Den Haag, uitgeverij Leopold, 1963). Van het slachtoffer Theo maakte hij een doortrapte schlemiel en van Hennie Werkhoven een meeloper, die in het drama was meegesleurd door de rijke broers. De jongste broer zou alles hebben bedacht en de oudste zou de moord hebben gepleegd. Fabricius paste de beschrijvingen van de karakters navenant aan en beschreef de jongens zodanig dat zij makkelijk herkenbaar waren. In De Volkskrant werd daarop dit boek flink onderuitgehaald. Het grote publiek zou immers hierdoor de indruk krijgen dat Jongensspel de ware geschiedenis beschreef, hetgeen geenszins het geval was.
Als tweede was het de auteur/psychiater Manuel van Loggem die een toneelstuk schreef naar aanleiding van de moord, getiteld Jeugdproces (Amsterdam, De Bezige Bij, 1963).
Zo'n twintig jaar later liet Thomas Rosenboom zich door de zaak inspireren tot de psychologische roman Vriend van verdienste (Amsterdam, Querido, 1985). Zijn boek kreeg de meeste bekendheid. Het kan evenmin gezien worden als een documentaire over de zaak. Rosenboom kon als romanschrijver ook zijn fantasie en creativiteit alle kanten op laten gaan. Zo maakte hij onder meer de vier jongens allen twee jaar ouder dan in werkelijkheid het geval was, waardoor zijn roman meer handelt over een groepje jonge mannen dan over een stel tieners in hun puberteit.

## Bloedbroeders
In het najaar van 2007 werd deze moordzaak verfilmd onder de titel Bloedbroeders, met in de hoofdrollen Matthijs van de Sande Bakhuyzen, Erik van Heijningen, Derk Stenvers en Sander van Amsterdam. Pierre Bokma en Carolien Spoor vertolken bijrollen.
Voor de totstandkoming van deze film lieten de makers zich voornamelijk inspireren door de roman van Rosenboom. De film is uiteraard fictie en regisseur Arno Dierickx stelde dat hij er met zijn scenarioschrijvers en producent een eigen verhaal van heeft willen maken. Terecht waarschuwt hij dat het publiek nu niet moet denken de ware geschiedenis voorgeschoteld te krijgen.
In de film gaat het vooral om de vijf weken voorafgaande aan de moord, toen het viertal gezamenlijk bivakkeerde op de zolder van de villa.

## Quote
Het blad Quote vermeldde deze moordzaak in 2007 in zijn jaarlijkse Quote 500, waar de gebroeders Henny op de 178e plaats staan met een geschat vermogen van 147 miljoen euro. In dezelfde villa als waar de moord werd gepleegd, was hun levensverzekeringsbedrijf Conservatrix gevestigd.